# Pirgos (Cypr)
Pirgos (gr. Πύργος) – miejscowość w Republice Cypryjskiej, w dystrykcie Limassol. W 2011 roku liczyła 2363 mieszkańców.